# 中央バス自動車学校
中央バス自動車学校（ちゅうおうバスじどうしゃがっこう）は、北海道札幌市北区にある株式会社中央バス自動車学園が運営する指定自動車教習所である。北海道中央バス（中央バス）グループの一つである。
教習車は、大型バス3台・中型バス1台・大型トラック4台・中型トラック4台・積載用トラック1台・牽引2台・大特2台・準中型車2台・教習普通車15台·小型二輪MT3台AT1台・普通二輪MT8台AT2台・大型二輪MT8台AT2台
中央バスで自動車学校に通う教習生には、バス乗車用の通学定期券が発行される。
訓練給付金は全20講座を取得しており、ほとんどの免許に対応できる。

## 沿革
中央バス乗務員の再教育を目的に1979年（昭和54年）より設置に着手。1980年（昭和55年）12月までに仮校舎と教習コースを造成し、1981年（昭和56年）6月に中央バス新琴似自動車学校として中央バス観光商事の運営で開校した。
1982年（昭和57年）9月24日に運営を中央バス自動車学園へ分離独立させ、校名を中央バス自動車学校に改めている。

## 取得可能な免許
指定自動車教習所で取得できる全ての運転免許
- 大型自動車第一種・第二種
- 中型自動車第一種・第二種
- 準中型自動車
- 普通自動車第一種・第二種
- 大型特殊自動車第一種
- 牽引自動車第一種
- 大型自動二輪車
- 普通自動二輪車

## 講習等
北海道労働局長登録教習機関
- 2017年より北海道労働局長登録教習機関の指定を受けて作業免許を行っている

1. 車両系建設機械（整地・運搬・積込み用及び掘削用）運転技能講習
2. フォークリフト運転技能講習
3. 小型移動式クレーン運転技能講習
4. 玉掛け技能講習
5. テールゲート

## 交通アクセス
- 中央バス「中央バス自動車学校前」停留所。